# Elisa Lledó
Elisa Lledó (Elx, Baix Vinalopó) és una actriu valenciana, coneguda pels seus papers a la televisió.
En 2004 va començar a participar en el programa humorístic d'ETB 2 "Vaya Semanita", on va romandre fins al 2006. Entre els molts esquetxos que va protagonitzar, els més recordats són aquells on interpretava a "La Portuguesa", companya del quinqui "El Pelanas", interpretat per Alejandro Tejería. En 2007 va aparèixer a la sèrie de Canal 9 "L'Alqueria Blanca", on interpretava el paper d'Empar.